# Annakerk (Helmond)
De Annakerk is een gebouw te Helmond, gelegen aan Floreffestraat 21a, dat gebouwd werd als rooms-katholiek kerkgebouw.
De kerk, gelegen in de wijk Hoogeind, werd gebouwd in 1954. Architect was Jos Bijnen.
Het betreft een modernistisch bouwwerk met rechthoekige plattegrond en iets uitspringende apsis, uitgevoerd in baksteen, met een dak van betonschalen. Naast het gebouw staat een, eveneens in baksteen uitgevoerde, open klokkentoren. Merkwaardig is ook de ingangspartij, met drie naar binnen gerichte holle muurvlakken.
In 1996 werd de kerk, vanwege teruglopend kerkbezoek, onttrokken aan de eredienst. In 2003 werd het gebouw in gebruik genomen als klein theater: het Annatheater.